# Probopyrus giardi
Probopyrus giardi là một loài chân đều trong họ Bopyridae. Loài này được Weber miêu tả khoa học năm 1892.